# Ratramne de Corbie
Pour les articles homonymes, voir Corbie (homonymie).
Ratramne est un moine de l'abbaye de Corbie, mort vers 870, lettré et auteur de traités de théologie.

## Biographie
Ratramne était maître de l'école de Corbie pendant l'abbatiat d'Adalard de Corbie. À la demande du roi Charles II le Chauve, il rédigea deux traités théologiques majeurs qui ont fait débat dans la chrétienté jusqu'au XIe siècle et même au-delà, ainsi que d'autres œuvres qui nous sont parvenues.
Dans son ouvrage, De corpore et sanguine Domini (Sur le corps et le sang du Seigneur), dédié à Charles le Chauve, sur le thème de l'Eucharistie, il expose que, lors de la consécration sacerdotale, le pain et le vin sont des symboles mystiques offerts en mémoire du corps et du sang du Christ, conservant leur aspect extérieur tout en  recelant une puissance divine que seule la foi confère et permet de connaître. Pour Ratramne, le pain et le vin ne se transforment pas réellement en corps et en sang du Christ. 
Il s'opposait ainsi à Paschase Radbert et à sa théorie de la transsubstantiation.
Dans son ouvrage De praedestinatione, Ratramne rejetait la théorie de la prédestination.

## La théorie de Ratramne condamnée par l’Église
La théorie de Ratramne ne paraît pas avoir suscité d'opposition jusqu'au concile de Vercelli de 1050 qui ordonna qu'on brûlat l'ouvrage. Cette théorie fut également condamnée, par l'Eglise catholique au synode de Latran de 1059.
Bien que mis à l'Index et condamné à être brûlé, le traité de Ratramne survécut. Les exemplaires de l'ouvrage qui échappèrent à la destruction circulèrent sous le manteau et servirent de base de réflexion aux Réformateurs protestants du XVIe siècle et à l’élaboration de la théorie de la consubstantiation.

## Œuvre
- De praedestinatione (Sur la prédestination) illustrant un autre débat d'actualité, nourri par Gottschalk d'Orbais ;
- De corpore et sanguine Domini (Sur le corps et le sang du Seigneur)[5].
- quatre livres sur les erreurs des Grecs commandés par le pape Nicolas Ier ;
- ces œuvres ont été rassemblées par Jacques Paul Migne: Ratramni, Corbeiensis monachi, Aeneae, sancti Remigii, Parisiensis et Lugdunensis episcoporum, Wandalberti monachi, Pauli Alvari Cordubensis, Opera omnia, juxta memoratissimas Acherii, Florezii et Antonii collectiones, éditions du Petit Montrouge, 1852[6].